# Нюхча (приток Пинеги)
Нюхча — река в Пинежском районе Архангельской области России.
Протекает по территории Нюхченского сельского поселения. Впадает в Пинегу по правому берегу в 469 км от её устья. В устье реки находится деревня Нюхча. Длина 98 км, площадь водосборного бассейна — 961 км². Питание смешанное, с преобладанием снегового. Притоки: Полтома, Вырвей (Гладыш), Галаш, Большой Галаш, Текун, Большой Баран, Малый Баран, Противный, Староверский, Порша, Чупорша, Тастус, Большой Берёзов, Большая Лупта.

## Топографические карты
- Лист карты P-38-V,VI Благоево. Масштаб: 1 : 200 000. Состояние местности на 1983 год. Издание 1993 г.
- Лист карты P-38-21,22 Сосновка. Масштаб: 1 : 100 000. Состояние местности на 1984 год. Издание 1990 г.
- Лист карты P-38-9,10 Верховье р. Нюхча. Масштаб: 1 : 100 000. Указать дату выпуска/состояния местности.
- Лист карты P-38-21-A,B — ФГУП «ГОСГИСЦЕНТР»
- Лист карты P-38-21-C,D — ФГУП «ГОСГИСЦЕНТР»